# Lily Fairclough
Lily Fairclough (* 29. September 2005 in Perth) ist eine australische Tennisspielerin.

## Karriere
Fairclough spielt vorrangig Turniere auf der ITF Junior Tour und der ITF Women’s World Tennis Tour, wo sie bisher sieben Titel im Doppel gewinnen konnte.
Im Januar 2023 erhielt sie eine Wildcard für die Qualifikation des Hobart International 2023, ihrem ersten Turnier der WTA Tour.

## Turniererfolge

### Doppel
| Nr. | Datum            | Turnier         | Kategorie | Belag     | Partnerin       | Finalgegnerin                         | Ergebnis         |
| --- | ---------------- | --------------- | --------- | --------- | --------------- | ------------------------------------- | ---------------- |
| 1.  | 25. Februar 2023 | Swan Hill       | ITF W25   | Rasen     | Olivia Gadecki  | Liang En-shuo Wang Yafan              | 6:3, 6:3         |
| 2.  | 29. April 2023   | Monastir        | ITF W15   | Hartplatz | Lisa Mays       | Demi Tran Lian Tran                   | 5:7, 6:2, [10:4] |
| 3.  | 5. August 2023   | Caloundra       | ITF W15   | Hartplatz | Monique Barry   | Yui Chikaraishi Elyse Tse             | 6:4, 6:1         |
| 4.  | 7. Juni 2025     | San Diego       | ITF W15   | Hartplatz | Anita Sahdijewa | Mao Mushika Kristina Nordikyan        | 6:2, 6:1         |
| 5.  | 14. Juni 2025    | San Diego       | ITF W15   | Hartplatz | Lily Taylor     | Kristina Nordikyan Anita Sahdijewa    | 2:6, 6:2, [10:4] |
| 6.  | 21. Juni 2025    | Rancho Santa Fe | ITF W15   | Hartplatz | Eryn Cayetano   | Scarlett Nicholson Anita Sahdijewa    | 6:3, 7:5         |
| 7.  | 9. August 2025   | Tweed Heads     | ITF W15   | Hartplatz | Catherine Aulia | Monique Barry Gabriella Da Silva Fick | 2:6, 6:4, [11:9] |